# Xiaotingia
Xiaotingia is een geslacht van theropode dinosauriërs, behorend tot de groep van Eumaniraptora, dat tijdens het Mesozoïcum leefde in het gebied van het huidige China. De enige benoemde soort is Xiaotingia zhengi.
Xiaotingia, een vliegende dinosauriër van een halve meter lengte die in 2011 is benoemd, werd gepresenteerd als een van de belangrijkste paleontologische vondsten van de vroege eenentwintigste eeuw, omdat hij de eerste bekende en vrij zekere nauwe verwant zou zijn van de Oervogel Archaeopteryx. In het vraagstuk naar de oorsprong van de vogels bevestigde de vondst de hypothese dat vogels dinosauriërs zijn, maar heeft tevens het debat aangewakkerd over de vraag of vogels zo gedefinieerd moeten worden dat zulke vroege vormen er ook onder vallen; onder de meest gangbare definitie van Aves is Xioatingia een vogel. Dit is echter afhankelijk van de vermeende nauwe verwantschap met Archaeopteryx; sommige latere studies hadden als uitkomst dat het dier een lid was van de Troodontidae of de Dromaeosauridae.

## Vondst en naamgeving
In het begin van de eenentwintigste eeuw kreeg het Shandong Tianyu Museum of Nature een fossiel aangeboden van een fossielenhandelaar die de precieze herkomst ervan niet kende. Het was vermoedelijk in het westen van de provincie Liaoning illegaal door boeren opgegraven nabij Linglongta in het district Jianchang. Het betrof op het eerste gezicht een spectaculaire vondst van een kleine vliegende theropode van een onbekend type. Na aankoop werden geen sporen van vervalsing aangetroffen.
In 2011 werd de soort benoemd en in Nature kort beschreven door Xu Xing, You Hailu, Du Kai en Han Fenglu. De geslachtsnaam eert de paleontoloog Zheng Xiaoting evenals de soortaanduiding; Zheng is de grondlegger van de verzameling gewervelde fossielen van het STMN, wellicht de grootste collectie dinosauriërbotten ter wereld.

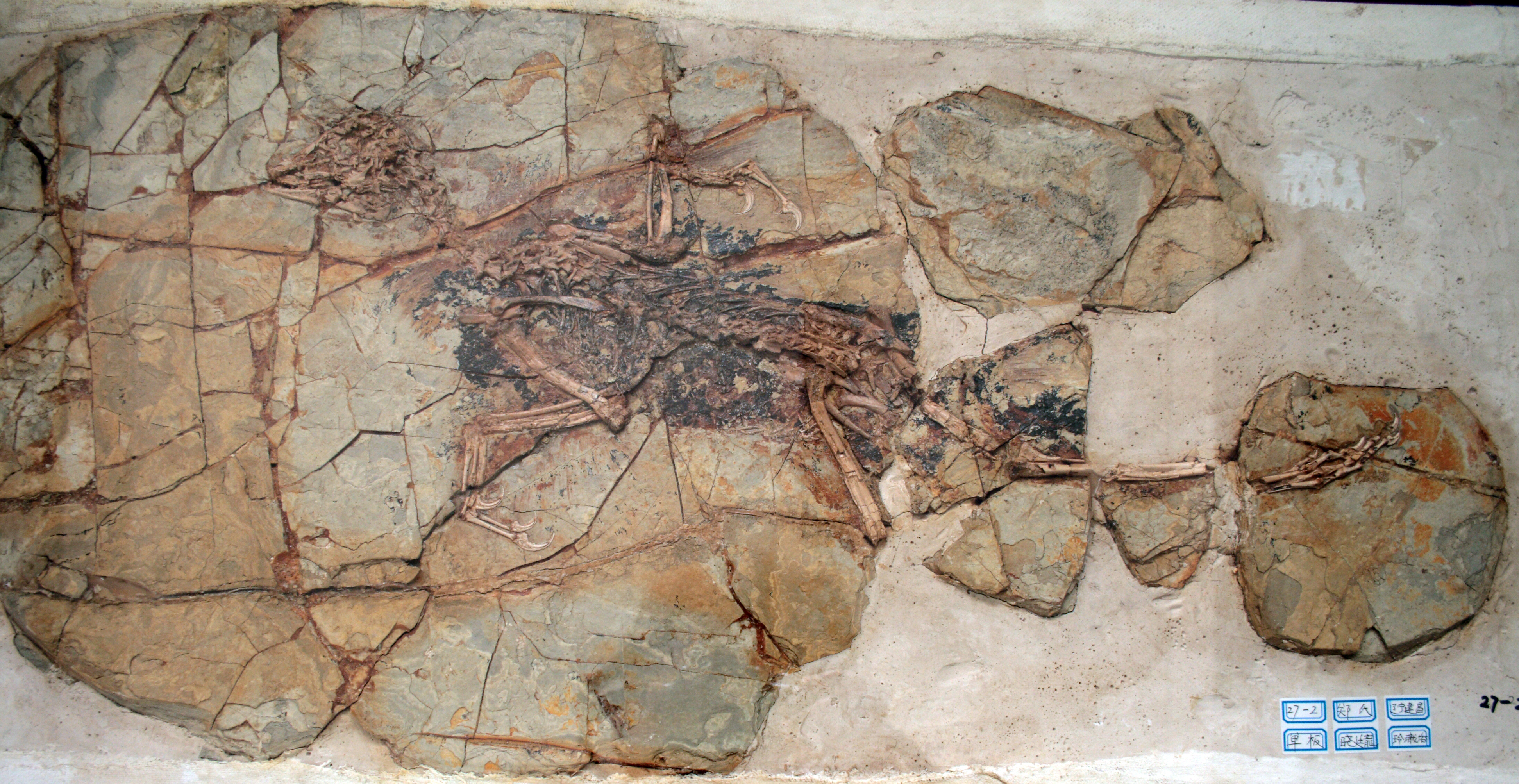
Het holotype STM 27-2

Het naamgevend specimen, het holotype, heeft het inventarisnummer STM 27-2. De precieze herkomst ervan is onduidelijk. De beschrijvers achtten het gezien de aard van het gesteente het waarschijnlijkst dat dit de Tiaojishanformatie was die dateert uit het late Jura, Oxfordien-Kimmeridgien, ongeveer 155 miljoen jaar oud. Echter, er komen ook lagen uit de Yixianformatie in het gebied aan het oppervlak, die dateren uit het vroege Krijt. Het holotype bestaat uit vijf blokken leisteen, een groot en vier kleinere. Die kunnen samengevoegd worden tot een enkele doorlopende plaat, waarop een vrij compleet in verband liggend skelet inclusief schedel platgedrukt is. Door de compressie is er schade aangericht aan de botten. Het exemplaar is vermoedelijk dat van een volwassen individu. Het fossiel toont het dier op de rug met gespreide voorpoten. De staart ontbreekt grotendeels evenals het linkeronderbeen en de rechtervoet. De linkervoet is echter aanwezig; per abuis zijn op een verstevigende plaat de stukken zo gezet dat de linkervoet in het verlengde van het rechterbeen ligt. De kwaliteit van de botten is goed, zonder veel erosie. Wel zijn sommige delen, vooral de schedel, sterk gefragmenteerd zodat de identificatie en reconstructie van de elementen bemoeilijkt wordt. Rond de romp zijn uitgebreide omzettingsresten van de weke delen zichtbaar. Hals, armen en onderbenen tonen het verenkleed waaronder slagpennen.

## Beschrijving

### Algemene bouw en grootte

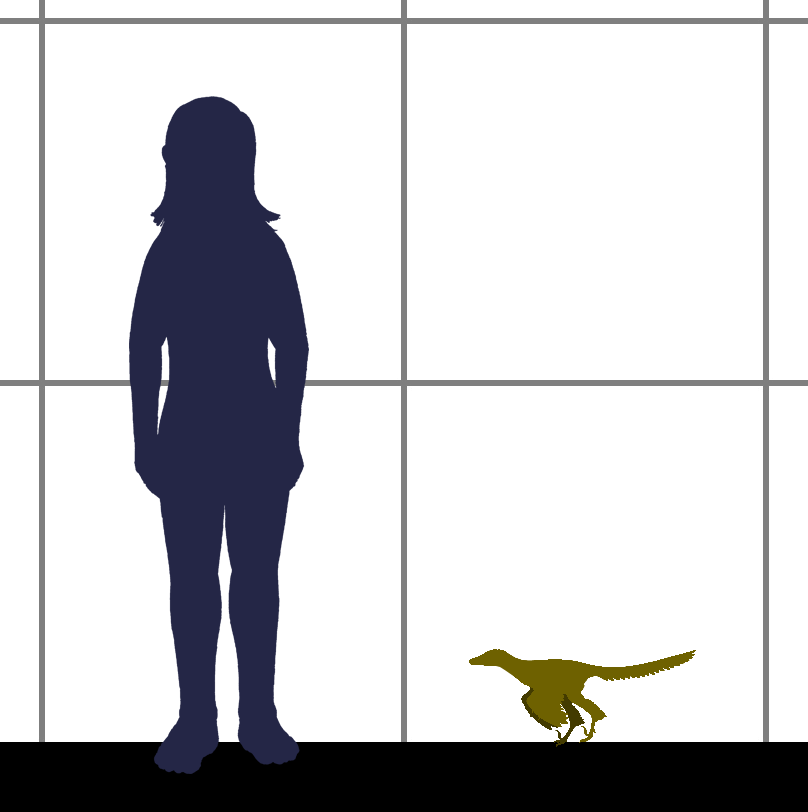
Xiaotingia in grootte vergeleken met een mens

Xiaotingia is een vrij kleine soort met een lichaamslengte van ongeveer een halve meter en een geschat gewicht van achthonderdtwintig gram. De kop is zeer spits en vogelachtig. De kaken dragen vele kleine tanden die vrij laag zijn met en brede basis; er staan er ongeveer tien in de onderkaak. De nek is langgerekt. Het dier heeft vermoedelijk een lange benige staart. De tweede teen draagt een kleine sikkelklauw. Dit betekent dat de soort als enige bekende eenzelfde morfologie heeft als de Duitse oervogelvondsten waaronder Archaeopteryx. Een klein verschil met Archaeopteryx is dat het opperarmbeen zwaarder gebouwd is.

### Onderscheidende kenmerken
De beschrijvers wisten enkele onderscheidende kenmerken vast te stellen. De achterste tak van het bovenkaaksbeen heeft op het midden van de lengte een hoogte groter dan die van het dentarium van de onderkaak. Het surangulare is van bezijden nauwelijks zichtbaar en vormt een breed opliggend vlak over het achterste gedeelte van de onderkaak. Een zeer groot foramen surangulare beslaat 6% van de lengte van de onderkaak. Het achterste uiteinde van de onderkaak is stomp en boven naar onder gemeten verbreed. De wervellichamen van de voorste staartwervels hebben minder dan de helft van de lengte van die van de achterste staartwervels. Het derde middenhandsbeen is robuuster dan het eerste en tweede middenhandsbeen. Het tweede kootje van de tweede vinger is langer dan het tweede middenhandsbeen.

### Skelet

#### Schedel en onderkaken
De schedel van Xiaotingia is vrij kort, naar schatting eenenzestig millimeter lang en met een wat gedrongen drie centimeter lange snuit die een iets afgeronde snuitpunt heeft. De oogkassen zijn tamelijk groot; voor de tamelijk kleine fenestra antorbitalis, die in een vrij korte uitholling van zestien millimeter geplaatst is, ligt een kleinere ronde fenestra maxillaris met daarvoor weer een nog kleiner fenestra promaxillaris. De fenestra antorbitalis is korter van voor naar achter gemeten dan hoog. Bij het traanbeen springt de neergaande tak in ten opzichte van de voorste en achterste takken. Het jukbeen heeft schuin naar achteren hellende en overdwars dikke opgaande tak naar het postorbitale. De achterste tak naar het quadratojugale is kort en reikt niet eens zo ver naar achter als de postorbitale tak. Het quadratum is sterk naar achteren gebogen en heeft een kleine vleugel naar het pterygoïde. Achteraan de schedel is er een groot foramen quadraticum.
De onderkaak is ongeveer even lang als de schedel: tweeënzestig millimeter. Het tanddragend bot in de onderkaak, het dentarium, heeft een driehoekige vorm en buigt vooraan wat naar boven. Vlak achter de symfyse tussen beide kaken staan de tanden dicht opeen. Het aantal dentaire tanden is niet precies vaststelbaar maar bedraagt vermoedelijk minder dan tien. De tanden zijn kort en overdwars dik. Van de buitenzijde bekeken is de tandkroon vrijwel symmetrisch. De basis van de kroon is gezwollen met een insnoering vlak onder de zwelling. Aan de buitenzijde is het dentarium voorzien van een rij kleine openingen en een naar achteren verwijdende groeve. De achterkant van de onderkaak is vrij stomp; het retroarticulair uitsteeksel, dat dient voor de aanhechting van de spier die de kaak opent, is minimaal ontwikkeld.

#### Postcrania

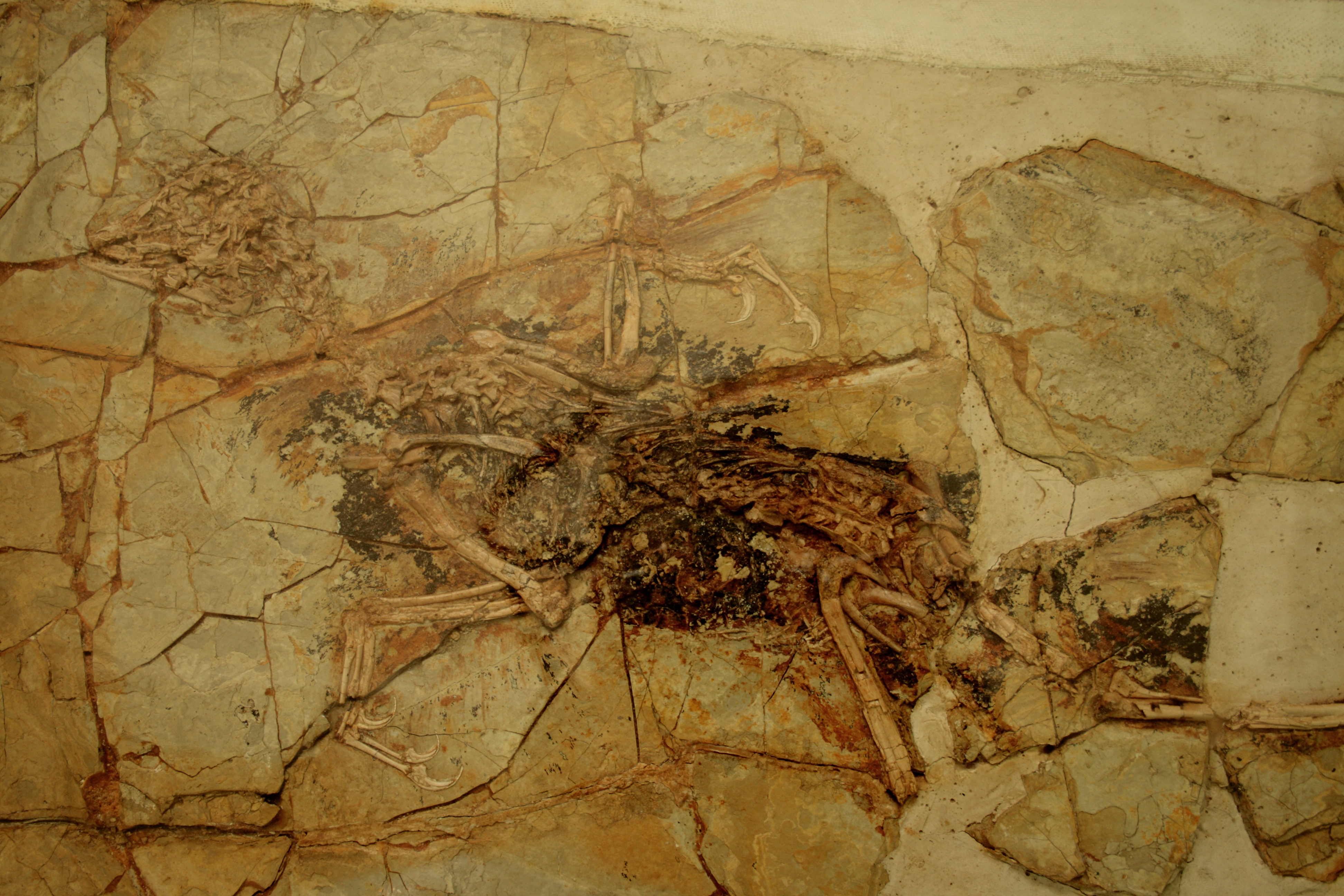
Detail van de romp

##### Wervelkolom
De wervelkolom bestaat uit tien halswervels, vijftien ruggenwervels en vijf sacrale wervels. Slechts de voorste twee staartwervels zijn bewaard gebleven. De nek is acht centimeter lang, de ruggenwervels hebben een gezamenlijke lengte van 118 millimeter. De achterste halswervels hebben sterk uiteenstaande achterste gewrichtsuitsteeksels, zodanig dat ze tweemaal breder zijn dan lang. Ook de middelste en achterste ruggenwervels hebben pneumatische openingen. De sacrale wervels zijn vergroeid tot een sacrum waarbij de doornuitsteeksels tot een enkele plaat versmolten zijn. De voorste en achterste gewrichtsuitsteeksels van de sacrale wervels zijn vergroeid tot in de lengterichting lopende richels aan beide zijden van deze supraneurale plaat. Het sacrum of heiligbeen is relatief kort met maar 60% van de lengte van het darmbeen. De voorste staartwervels hebben lange, slanke en naar het uiteinde toe versmallende zijuitsteeksels. Ze zijn opvallend kort. 
De ribben van de borstkas zijn vrijwel geheel bewaard; ze tonen geen verbeende processus uncinati. Elementen van de buikribben liggen op de buikholte met het normale patroon van middenstukken en er een hoek mee makende zijstukken.

##### Ledematen
Het schouderblad ligt evenwijdig aan de ruggengraat en heeft een lengte van vijfenvijftig millimeter. Het heeft een naar achteren verwijdend blad, uitlopend in een ruitvormige punt. Vooraan draait de achterrand iets zijwaarts zodat een zijdelings gericht schoudergewricht gevormd wordt. De processus acromialis, het uitsteeksel op de onderste voorrand, is sterk naar buiten gedraaid en overhangt een groeve aan de onderste buitenzijde. Een tweede groeve loopt evenwijdig aan de achterrand, net boven de uitholling die de bovenzijde van het schoudergewricht vormt. Het ravenbeksbeen is vrij kort. Het is onderaan tamelijk nauw en heeft een groeve in de achterrand. Het vorkbeen is robuust en boemerangvormig: het houdt het in vorm tussen een U en een V met elkaar naderende maar flink uiteenstaande takken die aan hun uiteinde een afstand hebben van tweeënveertig millimeter en een hoek van 75° met elkaar maken. Ieder uiteinde heeft een klein plat uitsteekseltje voor het contact met het akromion van het schouderblad. Er zijn geen borstbeenderen aangetroffen en wellicht ontbrak een verbeend sternum volledig; er zijn ook geen sternale ribben waarneembaar.

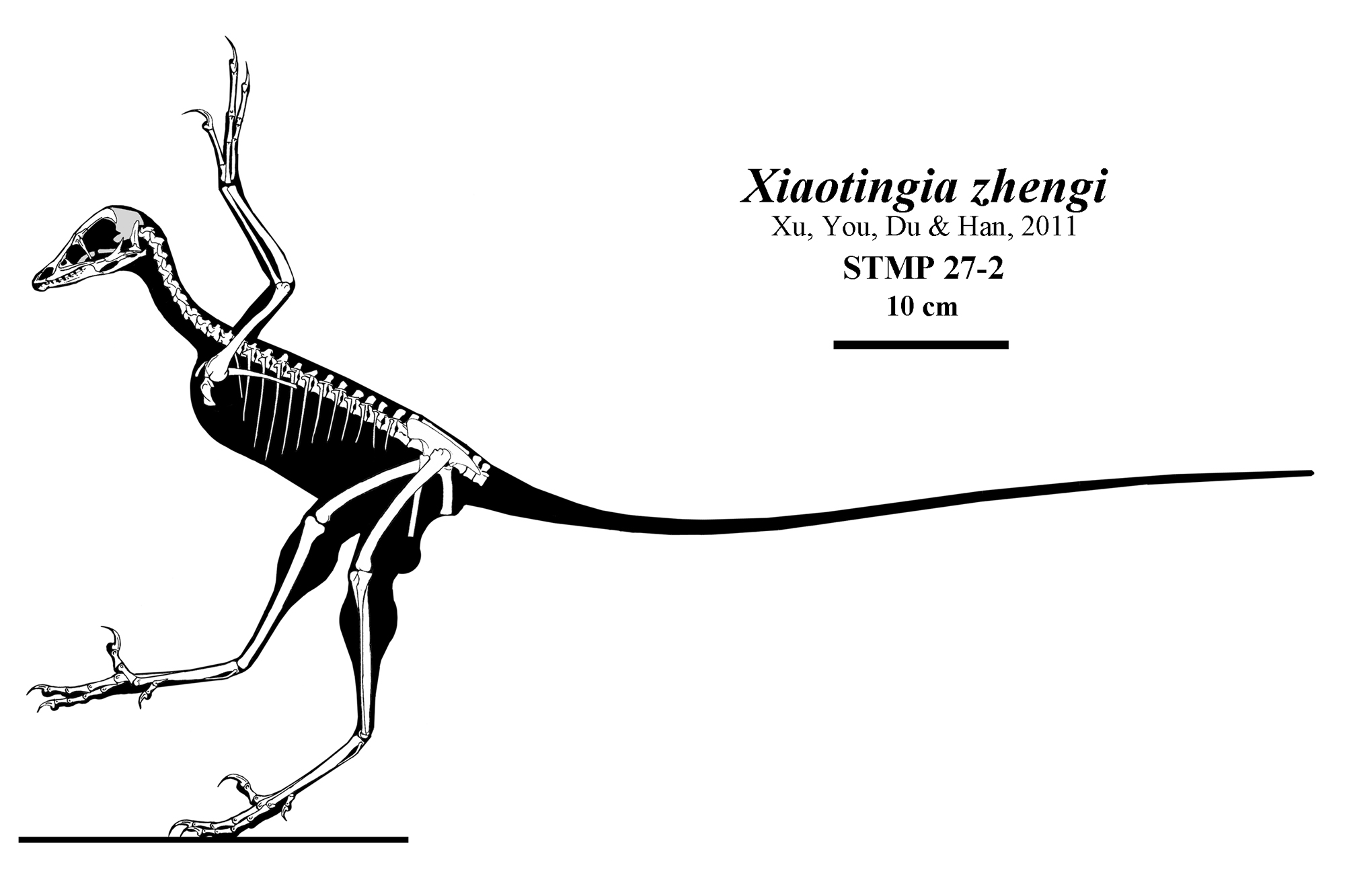
Een diagram van het skelet door Jaime Headden

Het opperarmbeen heeft een relatief aanzienlijke lengte van eenenzeventig millimeter en bezit een hoog op de schacht geplaatste trapeziumvormige deltopectorale kam. Het is stevig gebouwd. Een basaal kenmerk is dat het langer is dan de onderarm waarin de ellepijp en het spaakbeen een lengte van respectievelijk vijfenzestig en drieënzestig millimeter hebben. De ellepijp is veel dikker dan het spaakbeen en naar buiten gebogen. De hand is relatief lang, meer dan de onderarm, over de tweede digitus gemeten achtenzeventig millimeter. Het vierentwintig millimeter lange derde middenhandsbeen steekt het verst uit, nog iets meer dan het tweede. Het is ook opvallend robuust. Het eerste middenhandsbeen is met een lengte van een centimeter duidelijk korter. De vingers zijn langer dan de middenhand. De voorlaatste kootjes zijn daarbij extra verlengd ten opzichte van de eerdere, wat wel gezien wordt als een teken van een boombewonende levenswijze daar het omspannen van een tak erdoor vergemakkelijkt wordt. De twee kootjes van de eerste vinger zijn eenentwintig en veertien millimeter lang. De tweede vinger is duidelijk langer: de drie kootjes hebben een opeenvolgende lengte van vijftien, vijfentwintig en veertien millimeter. Hoewel vermoedelijk het belangrijkste veerdragende element in de hand is deze vinger niet extreem verdikt. De derde vinger is ondanks vier kootjes duidelijk korter: acht, vier, vijftien en elf millimeter. Het eerste kootje van de derde vinger is dus opvallend langer dan het tweede en moet, althans in strekking, ermee een vrijwel onbeweeglijk geheel gevormd hebben zoals blijkt uit het ontbreken bij hun gewricht van een bult voor de pees van de strekkende spier; de aanwezigheid van een sterk verdikte "hiel" op de bovenste onderkant van het tweede kootje moet ook een sterke buiging geblokkeerd hebben. Bij de gewrichten van de vingerkootjes zijn de zijdelingse putjes voor de gewrichtskapsels zwak ontwikkeld. De laatste kootjes zijn de klauwen die stevig gebouwd zijn en nogal gekromd. Hun beenkernen worden met de helft verlengd door spitse hoornschachten. De precieze lengte van de slagpennen van de hand is niet goed vaststelbaar, maar de vleugelspanwijdte moet ruim een halve meter geweest zijn.
Het darmbeen is plat en langgerekt met een lengte van tweeënvijftig millimeter. Het voorblad is bol van boven en voren met een kleine punt op de onderrand; de lengte is tweeëndertig millimeter. Het achterblad is duidelijk korter met ruim 60% van de lengte van het voorblad, en loopt staafvormig uit in een spitse punt die iets naar beneden gericht is. Het heeft een platte verdikte onderkant. Het heupgewricht is tamelijk klein. Het schaambeen is vermoedelijk iets schuin naar achteren gericht. Het zitbeen is tamelijk kort; de voorrand heeft een groeve; het onderste uiteinde is licht verbreed.
Het dijbeen heeft een geschatte lengte van vierentachtig millimeter en is vrij robuust. De lengte van het onderbeen is niet goed vast te stellen. Het kuitbeen is bovenaan nog vrij breed maar vernauwt snel naar onderen toe. In de voet is de eerste teen niet naar achteren gericht en was kennelijk niet opponeerbaar. Het eerste middenvoetsbeen, negen millimeter lang, ontspringt hoog op de schacht van het tweede. Beide kootjes, waarvan het laatste een klauw is, hebben een lengte van zes millimeter. Bij de tweede teen is de lengte twaalf, negen en dertien millimeter. Het kortere tweede kootje is steviger gebouwd en heeft een verheven scharniergewricht dat extreme strekking en aldus de heffing van het derde kootje, de klauw, toestaat. Het tweede kootje heeft daarnaast een middenrichel op onderste onderkant. Ook het eerste kootje steekt bij het ondergewricht naar boven uit en heeft een hooggelegen groeve voor het gewrichtskapsel wat de strekking nog zal hebben bevorderd.  Daarentegen is het tweede kootje niet extreem verkort en heeft ook geen opvallende "hiel" aan de bovenste onderkant, aanpassingen die typisch zijn bij grotere sikkelklauwen. Het klauwtje is ook niet bijzonder vergroot ten opzichte van de andere teenklauwen en mist ook een vergrote bult voor de aanhechting van de pees van de buigende spier. De derde en vierde tenen zijn het langste met respectievelijk vier of vijf kootjes. De teenklauwen zijn vrij sterk gekromd.

### Weke delen
Van het verenkleed zijn uitgebreide omzettingsresten aanwezig, rond de kop, de wervelkolom en alle ledematen. Deze resten zijn echter meestal te vaag om de precieze lengte ervan te bepalen en ook niet van voldoende kwaliteit om een goed inzicht te krijgen in de veerstructuur. Wel gaat het voor een belangrijk deel om echte penveren. Op het hoofd lijkt een soort kuif aanwezig, maar dat kan ook het gevolg zijn van het verspreid raken van de contourveren van de kop. Een vrij uitgebreide bevedering bevindt zich rond de hals en een op zich schriele nek kan zo net als bij moderne vogels veel voller geleken hebben. Slagpennen bevinden zich aan de handen en de onderarm maar, getuige kleine stukjes die zichtbaar zijn achter de benen, ook aan het bovenbeen en aan de voet. De veren aan het dijbeen zijn tamelijk lang met een lengte van vijfenvijftig millimeter. Zoals alle kleine basale Eumaniraptora waar dit kan worden nagegaan had kennelijk ook  Xiaotingia een "tetrapteryxmodel" met vier vleugels, de achterste gevormd door de achterbenen. De functie daarvan is nog onzeker.
Het verenkleed wijst er sterk op dat het dier warmbloedig is.

## Fylogenie
De beschrijvers voerden een exacte cladistische analyse uit met drie spectaculaire uitkomsten. Om te beginnen was Xiaotingia de zustersoort van Anchiornis, een andere gevleugelde vorm uit het Jura, en die laatste geen lid van de Troodontidae zoals sommige eerdere analyses uitwezen. Op de tweede plaats waren Xiaotingia en Anchiornis Archaeopterygidae, dus de nauwste verwanten van Archaeopteryx. Het derde resultaat was het opzienbarendst: ook de Deinonychosauria, de Dromaeosauridae en Troodontidae samen, bevonden zich ten opzichte van de rest van de vogels op dezelfde tak als Archaeopteryx en zouden dus volgens sommige definities zelf vogels zijn, conform de zogenaamde Pauliaanse Hypothese, in 1988 geopperd door Gregory S. Paul. Om de gangbare terminologie zo stabiel mogelijk te houden maar toch het nieuwe van de gevonden stamboom te laten uitkomen, (her)definieerden de beschrijvers daarom verschillende begrippen zodanig dat Archaeopteryx in de Deinonychosauria zou vallen en die groep buiten de Avialae, de groep die tot nu toe gezien werd als bestaande uit de vogels inclusief Archaeopteryx en hun nauwste verwanten. Beide groepen, Deinonychosauria en Avialae, zouden echter in de Aves vallen, gedefinieerd als de groep afstammelingen van de laatste gemeenschappelijk voorouder van Archaeopteryx en de moderne vogels. Archaeopteryx is dan wel een vogel maar geen aviaal — en dat terwijl tot nu toe de avialen de ruimere groep waren. In de persberichten over Xiaotingia werd sterk de klemtoon gelegd op deze consequenties voor Archaeopteryx, meer dan op de nieuwe soort zelf, en de subtiele opzet van Xu e.a. werd vaak niet begrepen: de conclusie werd typisch getrokken dat Archaeopteryx geen vogel meer zou zijn.
Het volgende kladogram toont deze fylogenie:
|  | †Epidendrosaurus |
|  |                  |
|  | †Epidexipteryx   |
|  |                  |

|  | †Sapeornis                                                                                       |
|  |                                                                                                  |
|  | \| \| †Confuciusornis \| \| \| \| \| \| Ornithothoraces, waaronder de moderne vogels \| \| \| \| |
|  |                                                                                                  |
|  | †Confuciusornis                                                                                  |
|  |                                                                                                  |
|  | Ornithothoraces, waaronder de moderne vogels                                                     |
|  |                                                                                                  |

|  | †Confuciusornis                              |
|  |                                              |
|  | Ornithothoraces, waaronder de moderne vogels |
|  |                                              |

|  | †Sapeornis                                                                                       |
|  |                                                                                                  |
|  | \| \| †Confuciusornis \| \| \| \| \| \| Ornithothoraces, waaronder de moderne vogels \| \| \| \| |
|  |                                                                                                  |
|  | †Confuciusornis                                                                                  |
|  |                                                                                                  |
|  | Ornithothoraces, waaronder de moderne vogels                                                     |
|  |                                                                                                  |

|  | †Confuciusornis                              |
|  |                                              |
|  | Ornithothoraces, waaronder de moderne vogels |
|  |                                              |

|  | †Epidendrosaurus |
|  |                  |
|  | †Epidexipteryx   |
|  |                  |

|  | †Sapeornis                                                                                       |
|  |                                                                                                  |
|  | \| \| †Confuciusornis \| \| \| \| \| \| Ornithothoraces, waaronder de moderne vogels \| \| \| \| |
|  |                                                                                                  |
|  | †Confuciusornis                                                                                  |
|  |                                                                                                  |
|  | Ornithothoraces, waaronder de moderne vogels                                                     |
|  |                                                                                                  |

|  | †Confuciusornis                              |
|  |                                              |
|  | Ornithothoraces, waaronder de moderne vogels |
|  |                                              |

|  | †Sapeornis                                                                                       |
|  |                                                                                                  |
|  | \| \| †Confuciusornis \| \| \| \| \| \| Ornithothoraces, waaronder de moderne vogels \| \| \| \| |
|  |                                                                                                  |
|  | †Confuciusornis                                                                                  |
|  |                                                                                                  |
|  | Ornithothoraces, waaronder de moderne vogels                                                     |
|  |                                                                                                  |

|  | †Confuciusornis                              |
|  |                                              |
|  | Ornithothoraces, waaronder de moderne vogels |
|  |                                              |

|  | †Troodontidae    |
|  |                  |
|  | †Dromaeosauridae |
|  |                  |

|  | †Archaeopteryx |
|  |                |
|  | †Wellnhoferia  |
|  |                |

|  | †Anchiornis |
|  |             |
|  | †Xiaotingia |
|  |             |

|  | †Archaeopteryx |
|  |                |
|  | †Wellnhoferia  |
|  |                |

|  | †Anchiornis |
|  |             |
|  | †Xiaotingia |
|  |             |

|  | †Troodontidae    |
|  |                  |
|  | †Dromaeosauridae |
|  |                  |

|  | †Archaeopteryx |
|  |                |
|  | †Wellnhoferia  |
|  |                |

|  | †Anchiornis |
|  |             |
|  | †Xiaotingia |
|  |             |

|  | †Archaeopteryx |
|  |                |
|  | †Wellnhoferia  |
|  |                |

|  | †Anchiornis |
|  |             |
|  | †Xiaotingia |
|  |             |

|  | †Epidendrosaurus |
|  |                  |
|  | †Epidexipteryx   |
|  |                  |

|  | †Sapeornis                                                                                       |
|  |                                                                                                  |
|  | \| \| †Confuciusornis \| \| \| \| \| \| Ornithothoraces, waaronder de moderne vogels \| \| \| \| |
|  |                                                                                                  |
|  | †Confuciusornis                                                                                  |
|  |                                                                                                  |
|  | Ornithothoraces, waaronder de moderne vogels                                                     |
|  |                                                                                                  |

|  | †Confuciusornis                              |
|  |                                              |
|  | Ornithothoraces, waaronder de moderne vogels |
|  |                                              |

|  | †Sapeornis                                                                                       |
|  |                                                                                                  |
|  | \| \| †Confuciusornis \| \| \| \| \| \| Ornithothoraces, waaronder de moderne vogels \| \| \| \| |
|  |                                                                                                  |
|  | †Confuciusornis                                                                                  |
|  |                                                                                                  |
|  | Ornithothoraces, waaronder de moderne vogels                                                     |
|  |                                                                                                  |

|  | †Confuciusornis                              |
|  |                                              |
|  | Ornithothoraces, waaronder de moderne vogels |
|  |                                              |

|  | †Epidendrosaurus |
|  |                  |
|  | †Epidexipteryx   |
|  |                  |

|  | †Sapeornis                                                                                       |
|  |                                                                                                  |
|  | \| \| †Confuciusornis \| \| \| \| \| \| Ornithothoraces, waaronder de moderne vogels \| \| \| \| |
|  |                                                                                                  |
|  | †Confuciusornis                                                                                  |
|  |                                                                                                  |
|  | Ornithothoraces, waaronder de moderne vogels                                                     |
|  |                                                                                                  |

|  | †Confuciusornis                              |
|  |                                              |
|  | Ornithothoraces, waaronder de moderne vogels |
|  |                                              |

|  | †Sapeornis                                                                                       |
|  |                                                                                                  |
|  | \| \| †Confuciusornis \| \| \| \| \| \| Ornithothoraces, waaronder de moderne vogels \| \| \| \| |
|  |                                                                                                  |
|  | †Confuciusornis                                                                                  |
|  |                                                                                                  |
|  | Ornithothoraces, waaronder de moderne vogels                                                     |
|  |                                                                                                  |

|  | †Confuciusornis                              |
|  |                                              |
|  | Ornithothoraces, waaronder de moderne vogels |
|  |                                              |

|  | †Troodontidae    |
|  |                  |
|  | †Dromaeosauridae |
|  |                  |

|  | †Archaeopteryx |
|  |                |
|  | †Wellnhoferia  |
|  |                |

|  | †Anchiornis |
|  |             |
|  | †Xiaotingia |
|  |             |

|  | †Archaeopteryx |
|  |                |
|  | †Wellnhoferia  |
|  |                |

|  | †Anchiornis |
|  |             |
|  | †Xiaotingia |
|  |             |

|  | †Troodontidae    |
|  |                  |
|  | †Dromaeosauridae |
|  |                  |

|  | †Archaeopteryx |
|  |                |
|  | †Wellnhoferia  |
|  |                |

|  | †Anchiornis |
|  |             |
|  | †Xiaotingia |
|  |             |

|  | †Archaeopteryx |
|  |                |
|  | †Wellnhoferia  |
|  |                |

|  | †Anchiornis |
|  |             |
|  | †Xiaotingia |
|  |             |

|  | †Epidendrosaurus |
|  |                  |
|  | †Epidexipteryx   |
|  |                  |

|  | †Sapeornis                                                                                       |
|  |                                                                                                  |
|  | \| \| †Confuciusornis \| \| \| \| \| \| Ornithothoraces, waaronder de moderne vogels \| \| \| \| |
|  |                                                                                                  |
|  | †Confuciusornis                                                                                  |
|  |                                                                                                  |
|  | Ornithothoraces, waaronder de moderne vogels                                                     |
|  |                                                                                                  |

|  | †Confuciusornis                              |
|  |                                              |
|  | Ornithothoraces, waaronder de moderne vogels |
|  |                                              |

|  | †Sapeornis                                                                                       |
|  |                                                                                                  |
|  | \| \| †Confuciusornis \| \| \| \| \| \| Ornithothoraces, waaronder de moderne vogels \| \| \| \| |
|  |                                                                                                  |
|  | †Confuciusornis                                                                                  |
|  |                                                                                                  |
|  | Ornithothoraces, waaronder de moderne vogels                                                     |
|  |                                                                                                  |

|  | †Confuciusornis                              |
|  |                                              |
|  | Ornithothoraces, waaronder de moderne vogels |
|  |                                              |

|  | †Epidendrosaurus |
|  |                  |
|  | †Epidexipteryx   |
|  |                  |

|  | †Sapeornis                                                                                       |
|  |                                                                                                  |
|  | \| \| †Confuciusornis \| \| \| \| \| \| Ornithothoraces, waaronder de moderne vogels \| \| \| \| |
|  |                                                                                                  |
|  | †Confuciusornis                                                                                  |
|  |                                                                                                  |
|  | Ornithothoraces, waaronder de moderne vogels                                                     |
|  |                                                                                                  |

|  | †Confuciusornis                              |
|  |                                              |
|  | Ornithothoraces, waaronder de moderne vogels |
|  |                                              |

|  | †Sapeornis                                                                                       |
|  |                                                                                                  |
|  | \| \| †Confuciusornis \| \| \| \| \| \| Ornithothoraces, waaronder de moderne vogels \| \| \| \| |
|  |                                                                                                  |
|  | †Confuciusornis                                                                                  |
|  |                                                                                                  |
|  | Ornithothoraces, waaronder de moderne vogels                                                     |
|  |                                                                                                  |

|  | †Confuciusornis                              |
|  |                                              |
|  | Ornithothoraces, waaronder de moderne vogels |
|  |                                              |

|  | †Troodontidae    |
|  |                  |
|  | †Dromaeosauridae |
|  |                  |

|  | †Archaeopteryx |
|  |                |
|  | †Wellnhoferia  |
|  |                |

|  | †Anchiornis |
|  |             |
|  | †Xiaotingia |
|  |             |

|  | †Archaeopteryx |
|  |                |
|  | †Wellnhoferia  |
|  |                |

|  | †Anchiornis |
|  |             |
|  | †Xiaotingia |
|  |             |

|  | †Troodontidae    |
|  |                  |
|  | †Dromaeosauridae |
|  |                  |

|  | †Archaeopteryx |
|  |                |
|  | †Wellnhoferia  |
|  |                |

|  | †Anchiornis |
|  |             |
|  | †Xiaotingia |
|  |             |

|  | †Archaeopteryx |
|  |                |
|  | †Wellnhoferia  |
|  |                |

|  | †Anchiornis |
|  |             |
|  | †Xiaotingia |
|  |             |

|  | †Epidendrosaurus |
|  |                  |
|  | †Epidexipteryx   |
|  |                  |

|  | †Sapeornis                                                                                       |
|  |                                                                                                  |
|  | \| \| †Confuciusornis \| \| \| \| \| \| Ornithothoraces, waaronder de moderne vogels \| \| \| \| |
|  |                                                                                                  |
|  | †Confuciusornis                                                                                  |
|  |                                                                                                  |
|  | Ornithothoraces, waaronder de moderne vogels                                                     |
|  |                                                                                                  |

|  | †Confuciusornis                              |
|  |                                              |
|  | Ornithothoraces, waaronder de moderne vogels |
|  |                                              |

|  | †Sapeornis                                                                                       |
|  |                                                                                                  |
|  | \| \| †Confuciusornis \| \| \| \| \| \| Ornithothoraces, waaronder de moderne vogels \| \| \| \| |
|  |                                                                                                  |
|  | †Confuciusornis                                                                                  |
|  |                                                                                                  |
|  | Ornithothoraces, waaronder de moderne vogels                                                     |
|  |                                                                                                  |

|  | †Confuciusornis                              |
|  |                                              |
|  | Ornithothoraces, waaronder de moderne vogels |
|  |                                              |

|  | †Epidendrosaurus |
|  |                  |
|  | †Epidexipteryx   |
|  |                  |

|  | †Sapeornis                                                                                       |
|  |                                                                                                  |
|  | \| \| †Confuciusornis \| \| \| \| \| \| Ornithothoraces, waaronder de moderne vogels \| \| \| \| |
|  |                                                                                                  |
|  | †Confuciusornis                                                                                  |
|  |                                                                                                  |
|  | Ornithothoraces, waaronder de moderne vogels                                                     |
|  |                                                                                                  |

|  | †Confuciusornis                              |
|  |                                              |
|  | Ornithothoraces, waaronder de moderne vogels |
|  |                                              |

|  | †Sapeornis                                                                                       |
|  |                                                                                                  |
|  | \| \| †Confuciusornis \| \| \| \| \| \| Ornithothoraces, waaronder de moderne vogels \| \| \| \| |
|  |                                                                                                  |
|  | †Confuciusornis                                                                                  |
|  |                                                                                                  |
|  | Ornithothoraces, waaronder de moderne vogels                                                     |
|  |                                                                                                  |

|  | †Confuciusornis                              |
|  |                                              |
|  | Ornithothoraces, waaronder de moderne vogels |
|  |                                              |

|  | †Troodontidae    |
|  |                  |
|  | †Dromaeosauridae |
|  |                  |

|  | †Archaeopteryx |
|  |                |
|  | †Wellnhoferia  |
|  |                |

|  | †Anchiornis |
|  |             |
|  | †Xiaotingia |
|  |             |

|  | †Archaeopteryx |
|  |                |
|  | †Wellnhoferia  |
|  |                |

|  | †Anchiornis |
|  |             |
|  | †Xiaotingia |
|  |             |

|  | †Troodontidae    |
|  |                  |
|  | †Dromaeosauridae |
|  |                  |

|  | †Archaeopteryx |
|  |                |
|  | †Wellnhoferia  |
|  |                |

|  | †Anchiornis |
|  |             |
|  | †Xiaotingia |
|  |             |

|  | †Archaeopteryx |
|  |                |
|  | †Wellnhoferia  |
|  |                |

|  | †Anchiornis |
|  |             |
|  | †Xiaotingia |
|  |             |

De beschrijvers zelf waarschuwden echter dat de gegevens deze stamboom niet heel sterk ondersteunden. Nieuwe vondsten of beter onderzoek naar al gevonden fossielen kunnen daarom licht een andere fylogenie opleveren. Wel is Xiaotingia de oudste gevonden dinosauriër waarvan het vrij zeker is dat hij kon vliegen.
Later studies vonden Xiaotingia en Anchiornis soms als basale leden van de Troodontidae; soms wezen ze uit dat Xioatingia een basaal lid was van de Dromaeosauridae. Een fundamenteel probleem hierbij is de tamelijk beperkte beschrijving in het benoemende artikel.

## Levenswijze
Xu zag Xiaotingia als een vliegende vorm. In 2014 betwijfelde Boris Sorkin dat echter omdat hij daarvoor een ontwikkelingsniveau als dat van Archaeopteryx onvoldoende achtte. Wel meende hij dat het dier gezien zijn kromme klauwen in de bomen kon klauteren. Zelfs bij een kort verenkleed kon Xiaotingia volgens hem zeker glijden omdat ook sommige moderne zoogdieren daartoe in staat zijn hoewel ze slechts een geringe vergroting van hun dragende lichaamsoppervlak hebben via iets langere haren en wat bredere huidplooien. 